# Shannonomyia (Shannonomyia) lathraea
Shannonomyia (Shannonomyia) lathraea is een tweevleugelige uit de familie steltmuggen (Limoniidae). De soort komt voor in het Neotropisch gebied.